# Ansgar Steland
Ansgar Steland (* 1967) ist ein deutscher Mathematiker und Hochschullehrer.

## Leben
Steland studierte von 1987 bis 1993  Mathematik, Betriebswirtschaftslehre und Informatik an den Universitäten Göttingen und Bonn (1990/1991). Von 1993 bis 1997 war er wissenschaftlicher Mitarbeiter am Institut für Quantitative Methoden der TU Berlin. Nach der Promotion 1996 zum Dr. rer. nat. in Mathematik an der Universität Göttingen bei Manfred Denker und der Habilitation 2004 in Mathematik an der Fakultät für Mathematik der Ruhr-Universität Bochum ist er seit 2006 ordentlicher Professor für Stochastik an der RWTH Aachen.